# Wolost Panoteriai
Die Wolost Panoteriai (lit. Panoterių valsčius)  war von 1919 bis 1950 eine Verwaltungseinheit (Wolost) im Bezirk Ukmergė, im zentralen Litauen. Das Zentrum war das Städtchen Panoteriai, jetzt das Kernstädtchen des Unterbezirks Panoteriai im Amtsbezirk Šilai der Rajongemeinde Jonava im Bezirk Kaunas. Am 20. Juni 1950 wurde die Wolost im damaligen Sowjetlitauen aufgelöst. Das Territorium gehörte danach dem Rajon Jonava (Jonavos rajonas) und dem Rajon Ukmergė (Ukmergės rajonas).

## Siedlungen
1949 bestand die Wolost  aus vier Siedlungen:
- Siedlung Bukonys
- Siedlung Lokėnai
- Siedlung Pasoda
- Siedlung Panoteriai

## Leiter
- 1932: Stasys Švegžda